# شاپرک‌های ابریشمی بزرگ
شاپرک‌های ابریشمی بزرگ (نام علمی: Saturniinae) نام یک زیرخانواده از خانواده شاپرکان چشم‌گربه‌ای است.